# Gabriel Hernández (Durango)
Gabriel Hernández es una localidad del estado mexicano de Durango. Es parte del municipio de Nombre de Dios.

## Toponimia
El nombre de la localidad rinde homenaje a Gabriel Hernández Márquez, militar partícipe de la Revolución mexicana en favor del bando maderista. Hasta 1935 la localidad tenía el nombre de «Mancinas».

## Demografía
| Gráfica de evolución demográfica |
|                                  |

| Censo | Población |
| ----- | --------- |
| 1900  | 358       |
| 1910  | 510       |
| 1921  | 254       |
| 1930  | 282       |
| 1940  | 533       |
| 1950  | 751       |
| 1960  | 907       |
| 1970  | 1 100     |
| 1980  | 1 553     |
| 1990  | 1 604     |
| 2000  | 1 308     |
| 2010  | 1 256     |
| 2020  | 1 170     |